# Toarpsdräkt

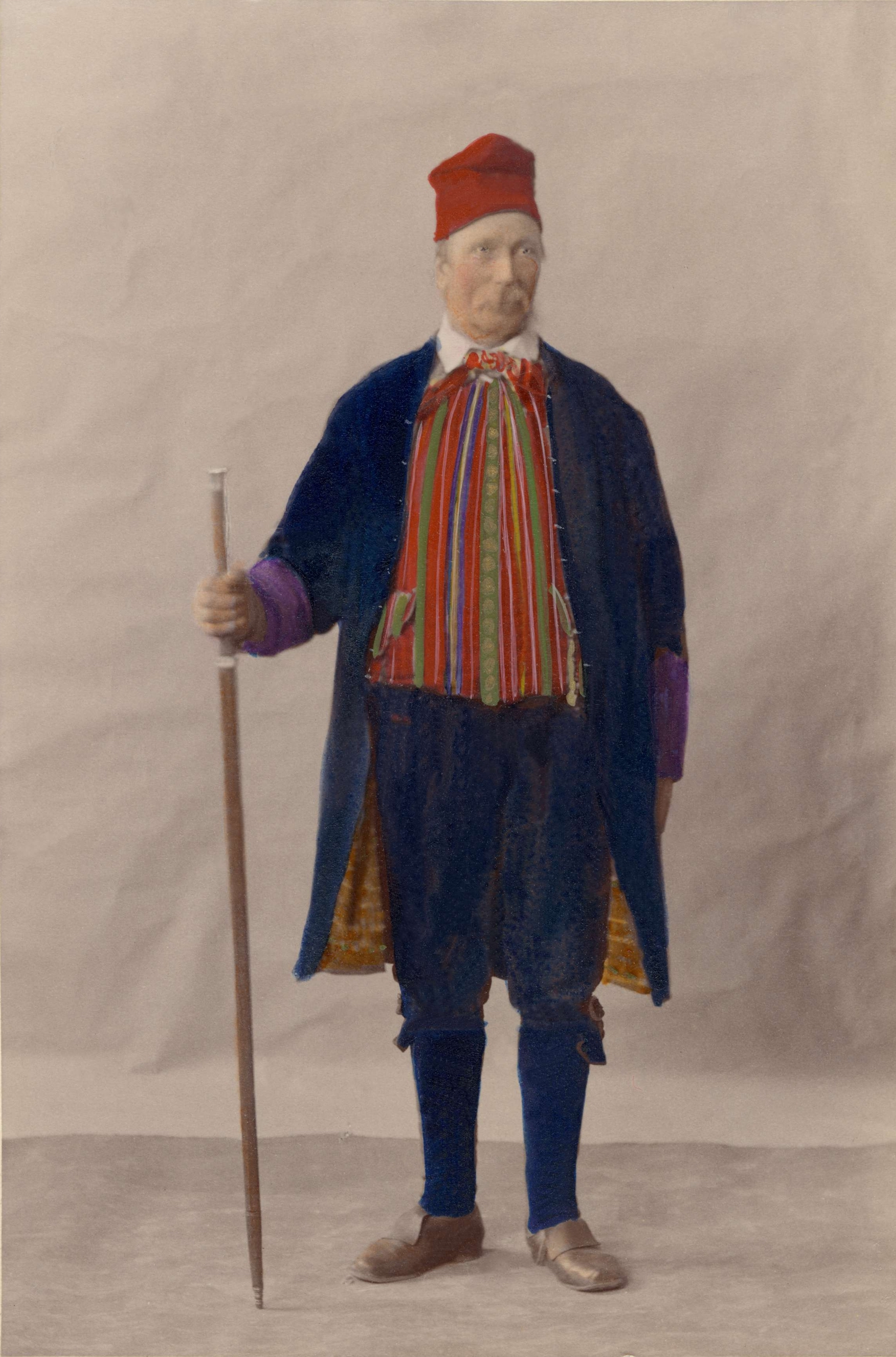
Folkdräkt från Toarps socken, Västergötland. År 1830.

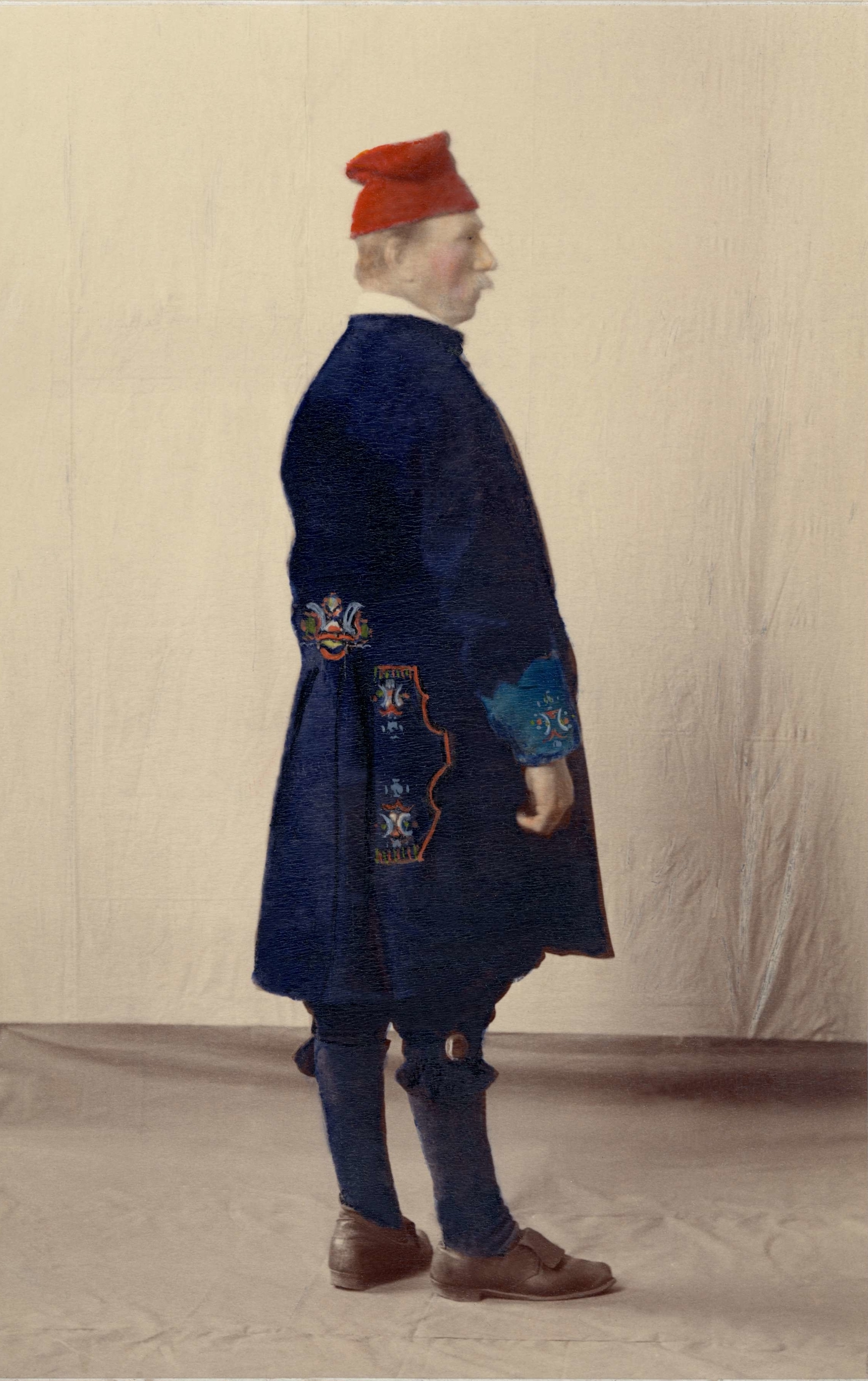
Folkdräkt från Toarps socken, Västergötland. År 1830.

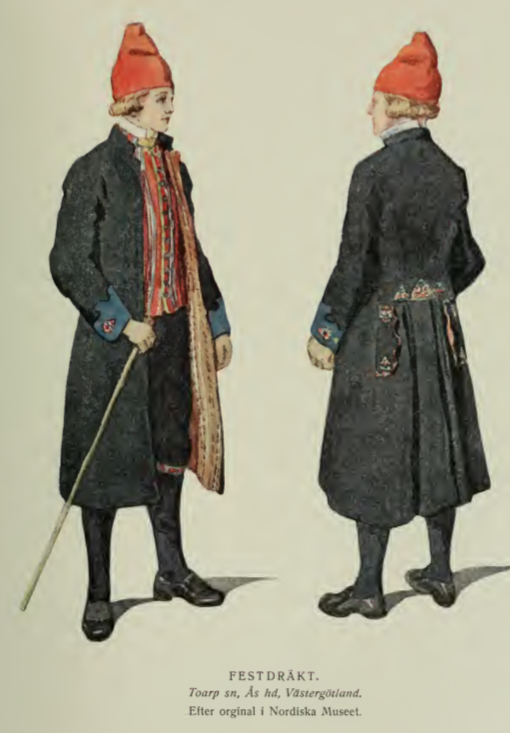
Man i folkdräkt från Toarps socken.

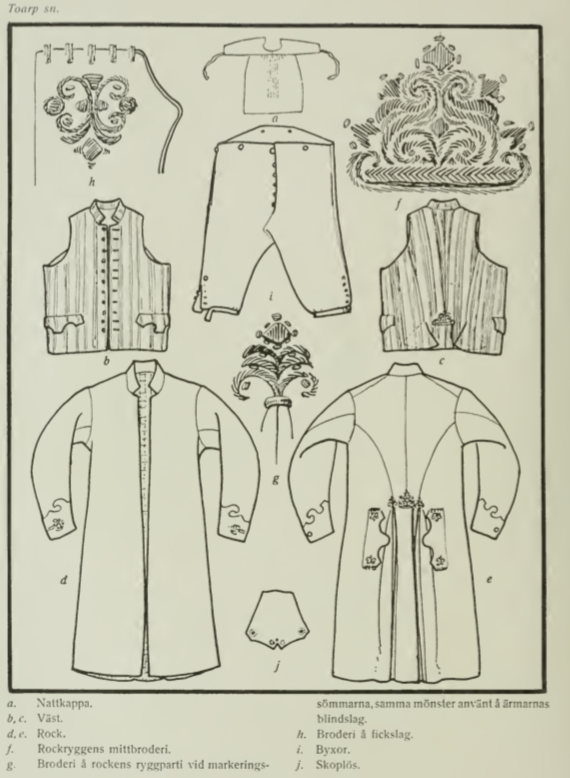
Ritning över manlig Toarpsdräkt.

Toarpsdräkt är en folkdräkt (eller bygdedräkt) från Toarps socken i Västergötland.

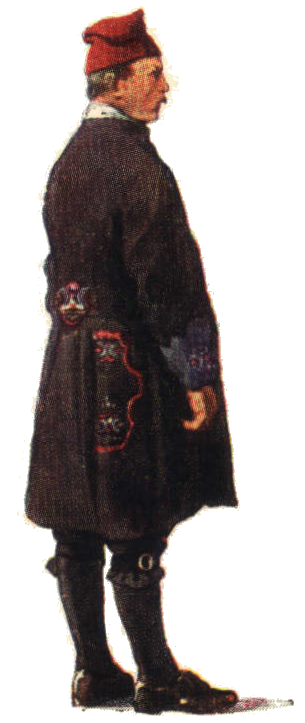
Folkdräkt, Toarps socken, man, Nordisk familjebok

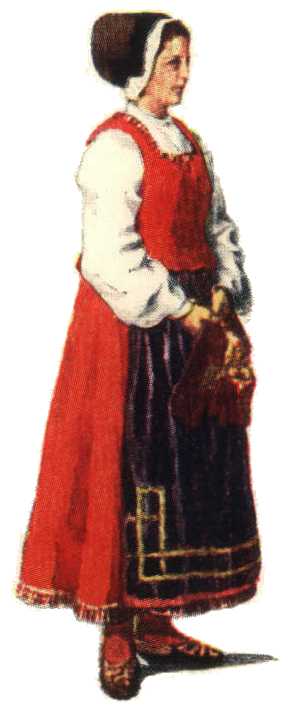
Folkdräkt, Toarps socken, kvinna, Nordisk familjebok

## Festdräkt för man
Delar som ingår:
- livrock - mörkblå och i plattsöm utstofferad med ullgarnsbroderier i plattsöm. Broderiet är placerat över ryggstyckena ovanför bakvecket samt över de stora originella med rött kläde fodrade ficklocker. Ärmarna är försedda med blindslag av mellanblått kläde, vilka likaledes är prydda med broderier. Rocken häktas ihop med hakar och hyskor. Rockfodret är solitt och vackert, vävt i så kallad hoppväv - en munkabältesartad teknik - med ljusbrun botten samt ränder i grönt, gult, vitt och blått.
- väst - i halvylle med röd bottenfärg samt ränder i blått, grönt och vitt; knäpps med små knappar av vit metall. Knapphålen är tränsade med blå linneträd. Västens ryggstycken är av samma sorts tyg som framstyckena, och bär på broderier som är av enklare slag än rockens.
- nattkappa - med hårt stärkt uppstående krage
- sidenhalsduk  - rutig.
- byxor - i blå vadmal, i likhet med rocken. Har modern knäppning upptill samt vid knäna sprund, vilka sammanhålls medelst gula metallknappar.
- ullstrumpor - mörkblå med lågskor med överfallande plös.
- huvudbonad - hög filthatt eller stickad röd toppluva.